# Paradiso (higo)
 'Paradiso' es un cultivar de higuera de tipo higo común Ficus carica bífera es decir de dos cosechas al año brevas de primavera-verano, e higos en verano-otoño, de higos epidermis de color de fondo amarillo verdoso con sobre color manchas irregulares pequeñas de color marrón, presentan lenticelas escasas pequeñas y blancas. Se cultiva principalmente en huertos y jardines de la zona costera de la riviera italiana en Génova y en Estados Unidos en California donde fue llevado por emigrantes italianos a finales del siglo XIX y principios del siglo XX.

## Sinonimia
- „Genoa tree“,[4][5]
- „Battaglia Green“,
- „Ischia Green“,
- „Paradiso GM-9“,
- „Gene’s Paradiso“,
- „Paradiso UC Davis“

## Historia
El nombre 'Higo Paradiso' se originó de un relato sobre un anciano en Italia que se sentaba debajo de su higuera todas las mañanas comiendo higos y pan para el desayuno. La gente que pasaba le preguntaba si estaba bien y su respuesta era: "Este es mi paraíso (Paradiso)". 'Higo Genova' se origina en el norte del Mediterráneo, en la ciudad de Génova.
Variedad cultivada desde antiguo especialmente en las zonas interiores de Génova, Italia donde esta variedad encuentra su hábitat óptimo puede dar lo mejor de sí mismo. Soporta temperaturas hasta de 15 grados farhenheit.
Circulan varios cultivares diferentes llamados 'Paradiso', incluidos 'Paradiso Bronze' y 'Paradiso Nero'. Este tipo de piel verde, pulpa roja oscura o "adriático" a veces se conoce como 'Paradiso GM-9', 'Gene’s Paradiso' o Paradiso UC Davis, un higo excelente, que vale la pena intentar madurar en temporadas cortas. Incluso después de la helada, que despojará las hojas de las higueras desprotegidas, la fruta puede continuar madurando durante varias semanas, aunque se vuelve menos dulce que los higos que maduran bajo la protección de las hojas.

## Características
'Paradiso' es una higuera del tipo higo común bífera, la higuera es un árbol de porte majestuoso, muy productivo y constante en la madurez de los frutos.
'Paradiso' produce dos cosechas de higos. Hojas medianas, mayoritariamente de 5 lóbulos, tienen la forma de la palma de una mano; Senos superiores poco profundos y estrechos, senos inferiores muy profundos, senos basales anchos; base comúnmente truncada o subcordada; márgenes gruesos
serrados; superficie opaca Brotes terminales de ramas leonadas.
El tamaño de la fruta es de mediana a pequeña, en forma de ovoidal a oblata, comprimido hasta la coronilla degradado hacia el pedúnculo, con un cuello medio definido. Epidermis delgada, de color verde amarillento. Pulpa de color vino tinto, exquisito si se cultiva cerca del mar. Las brevas maduran en primavera-verano, y los higos maduran desde mediados de verano a otoño. Es una variedad autofértil que no necesita otras higueras para ser polinizada.
Cosecha escasa de brevas de unos 48 gramos de promedio, y buena cosecha de higos con un promedio de peso 32 gramos. Forma de oblatas esféricas a piriformes, con cuello medio y grueso; tallo corto costillas muy elevadas, estrechas; ostiolo medio abierto sin gota, ligeramente sobresaliendo, ostiolo con escamas de color verdes ribeteados rosados, cuando madura el fruto se abre con una grieta gruesa longitudinal; manchas blancas grandes y conspicua; piel dura o gomosa en textura; epidermis con color de fondo amarillo verdoso con sobre color manchas irregulares pequeñas de color marrón, presentan lenticelas escasas pequeñas y blancas; mesocarpio uniforme grueso, de color blanco; pulpa sólida, de color vino tinto, cavidad interna muy pequeña o ausente, con aquenios medianos abundantes; sabor intenso a fresa dulce excelente, bastante jugoso; Buena calidad. Temporada de maduración muy prolongada, hasta noviembre con la higuera ya sin hojas.

## Cultivo y uso
Esta variedad es muy resistente a las heladas es adecuada en las zonas interiores de Italia para desarrollar todo su potencial. Muy cultivado en diversas zonas de Estados Unidos. Adecuado para consumo fresco.